# Alegeri legislative în Austria, 2008
Alegerile legislative ale Austriei din 2008 (germană:Österreichische Nationalratswahl im Jahre 2008) s-au desfășurat pe 28 septembrie 2008.
Alegerile precedente au fost ținute pe 1 octombrie 2006. Alegerile (24 în istoria Austriei) au fost cauzate de retragerea liderului Partidului Poporului Austriei, Wilhelm Molterer, de la guvernarea marii coaliții (condusă de Partidul Social Democratic al Austriei) pe 7 iulie 2008. Datorită nesatisfacției în legătură cu marea coaliție și cele 2 partide principale, era de așteptat să urmeze alegeri pentru realiniere care să avantajeze opoziția și până la 7 partide care urmau să între în Consiliul Național după alegeri. Pierderile partidelor guvernamentale (și SPO și OVP au avut cele mai proaste rezultate din istorie) au rezultat în câștigurile partidului de dreapta, în timp ce nici Forumul Liberal nici Forumul Cetățenilor Austrieci(ambele fiind considerate că a avea șanse)au câștigat nu mai mult de 2% din voturi, sfidând așteptările ulterioare. Rezultatul alegerii a fost caracterizat că fiind un val puternic pentru partidul de dreapta și support pentru discursul pompos anti-UE. 
Moltere s-a retras ca președinte de partid ca rezultat al pierderii suferite de OVP și a fost înlocuit de ministrul mediului, Josef Proll; purtătorul de cuvânt al „verzilor”, Alexander Van der Bellen s-a retras de asemenea, fiind înlocuit de deputatul acestuia, Eva Glawischnig. Datorită eșecului LIF de a intră în parlament pe cont propriu, fondatorul Heide Schmidt și finanțatorul Hans-Peter Haselsteiner au declarat retragerea lor completă din politică, astfel soarta LIF fiind văzută nesigură. Imediat după alegeri, liderul BZO și guvernatorul carinthian, Jorg Haider, a murit într-un accident de mașină. 
Pe 11 ianuarie 2007, Cabinetul Gusenbauer (o mare coaliție a SPO și OPV) și-a depus jurământul în office. Guvernul nou format a fost criticat de la început de opoziție și de aripa stângă a SPO pentru că a eșuat să introducă în negocierile cu coaliția majoritatea promisiunile făcute în campanie. 
SPO a început să cadă în sondaje aproape imediat. Guvernul a fost frecvent incapabil să ajungă la un consens în decizii importante: SPO a cerut o reformă a taxelor anticipate în 2009 în loc de 2010, cu care OVP nu a fost de accord. De asemenea OVP a refuzat și ajutorarea casnicilor loviți de inflație cu suma de 100 de euro. Partenerii coaliției de asemenea nu s-au înțeles în privința reformei sistemului de sănătate. La alegerile din statul Tyrol din 8 iunie 2008, fostul membru OVP Fritz Dinkhauser și-a condus nou înființatul Forum al Cetățenilor din Tyrol să devină al doilea mare partid, cauzând pierderi mari pentru OVP și SPO și mici pierderi pentru “Verzi”. După această, criticismul interior din SPO-ul lui Gusenbauer a crescut, această ducând la luarea deciziei de al desemna pe ministrul infrastructurii Werner Faymann că noul lider de partid. Potrivit planurilor de atunci, Gusenbauer ar fi rămas candidatul lider până la alegerile din 2010. 
Pe 26 iunie 2008, Faymann și Gusenbauer au scris o scrisoare editorului celui mai important tabloid austriac Kronen Zeitung, declarând că au fost în favoarea referendumului pentru probleme UE, cum ar fi tratatele noi după cele deja rectificate precum Tratatul de la Lisabona sau accesul Turciei în UE. Ei au făcut asta fără să ceară aprobare din partea conducerii partidului aliat, OVP;această acțiune a fost percepută de mass-media din Austria cât și de cea din străinătate că fiind una populară și de supunere față de Kronen Zeitung, cel care a condus campanii anti-UE timp de mulți ani. Pe 7 iulie 2008, liderul OVP Wilhelm Molterer a declarat că s-ar putea să nu mai continue să lucreze cu SPO (aceleași cuvinte pe care le-a folosit la deschiderea conferinței “Es reicht”-“Ajunge”). OVP a declarat că principale motive pentru alegerile inopinate schimbarea poziției SPO în Europa și planificarea conducerii duale din SPO, OVP zicând că această ar face foarte dificilă ajungerea la un acord comun pe probleme importante. 
Alegerile inopinate au fost anunțate oficial în sesiunea parlamentară din 9 iulie 2008 printr-o întâlnire între SPO, OVP și “Verzii”, susținută de FPO și BZO;dată alegerilor, 28 septembrie 2008 a fost confirmată de govern și de comitetul principal pe 10 iulie 2008. Termenul legislaturii a fost al treilea scurt din istoria Austriei(după 1970-1971 și 1994-1995). SPO și OVP au căzut de acord asupra așa numitului Stillhalteabkommen, o înțelegere potrivit căreia niciunul din cele 2 partide nu va încerca să voteze împotriva celuilalt , deși acest acord a fost revocat de Faymann pe 25 august 2008. 
Vârstă cerută ca să ai drept de vot a fost redusă de la 18 la 16 înaintea alegerilor într-o reforma electorală pusă în aplicare în 2007, aceasta introducea și accesul mai ușor la voturile poștale și prelungea șederea la președinție de la 4 la 5 ani. O altă schimbare a fost aceea că listele cu numele nu trebuia să difere de la un stat la altul; BZO a folosit un alt nume în Carinthia decât în restul Austriei în 2006. Inițial se așteptau ca prezența la vot să crească de la 78.5% din 2006; se așteptau că mai mult de 80% din populație să participe la alegeri conform unor sondaje, dar așteptările în legătură cu prezența la vot scădeau pe măsură ce se apropiau alegerile. Se așteptau că voturile poștale să facă până la 7%-8% din votul final; datorită voturilor poștale rezultatul final nu avea să fie știut decât la o săptămâna după alegeri(6 octombrie 2008). Voturile poștale trebuiau să fie trimise la o comisie electorală împreună cu o bucățică de hârtie cu semnătura, data și locul în care a fost dat votul; la un punct de control din Salzburg, 20% din voturi au fost anunțate invalide deoarece lipsea ori semnătura ori data și locul. 
9. 27% din alegători (586, 759 din 6, 332, 931 de alegători)au cerut voturi poștale, ceea ce însemnă că voturile poștale aveau să schimbe decisiv rezultatele alegerilor. 
O altă parte din reforma electorală din 2007 a fost aceea că acum era posibil să aduci observatori electorali în procesul alegerilor. Organizația pentru Cooperare Economică și Dezvoltare a respins invitația de a trimite observatori, spunând că Biroul pentru Instituțiile Democratice și Drepturile Omului nu are fonduri suficiente ca să trimită observatori într-un timp atât de scurt. 
Swiss Neue Zurcher Zeitung a declarat că Dinkhauser a fost cu vederea lui retrospectivă prima zală dintr-un lanț cauzator care a dus la alegeri mai devreme decât în mod normal, deși doar a vrut să deschidă forțat peisajul politic încrustat din Tyrol. 

## Partidele
- Partidul Social-Democrat Austriac (SPÖ)

Candidatul principal se cheamă Werner Faymann.
- Partidul Popular Austriac (ÖVP)

Candidatul principal este Wilhelm Molterer.
- Verzii (GRÜNE)

Candidatul principal se cheamă Alexander Van der Bellen.
- Partidul Libertății Austriac (FPÖ)

Candidatul principal este Heinz-Christian Strache. 	
- Alianța pentru Viitorul Austriei (BZÖ)

Candidatul principal se cheamă Jörg Haider.
- Forumul Liberal (LIF)

Candidata principală este Heide Schmidt.
- Bürgerforum Österreich (FRITZ)

Candidatul principal se cheamă Fritz Dinkhauser.

## Sondajele alegerilor
| Institut                                                   | Data       | SPÖ   | ÖVP   | Grüne | FPÖ   | BZÖ | LIF | FRITZ | KPÖ | RETTÖ | MATIN1 | SKÖ2 | alți |
| ---------------------------------------------------------- | ---------- | ----- | ----- | ----- | ----- | --- | --- | ----- | --- | ----- | ------ | ---- | ---- |
| Gallup Arhivat în 29 septembrie 2008, la Wayback Machine.  | 10.07.2008 | 21    | 23    | 14    | 18    | 5   | 2   | 7     | 2   | –     | 4      | 2    | 2    |
| Integral Arhivat în 16 februarie 2012, la Wayback Machine. | 12.07.2008 | 28    | 31    | 14    | 16    | 4   | –   | 5     | –   | –     | –      | –    | 2    |
| IMAS                                                       | 19.07.2008 | 24    | 29    | 15    | 20    | 4   | –   | 5     | –   | –     | –      | –    | 3    |
| Gallup Arhivat în 29 septembrie 2008, la Wayback Machine.  | 25.07.2008 | 25    | 29    | 14    | 15    | 7   | 4   | 6     | –   | –     | –      | –    | 0    |
| OGM Arhivat în 23 august 2011, la Wayback Machine.         | 29.07.2008 | 25    | 30    | 13    | 17    | 4   | 4   | 5     | –   | –     | –      | –    | 2    |
| Fessel-GfK                                                 | 04.08.2008 | 25    | 29    | 12-13 | 17-18 | 2-3 | 3-4 | 4-5   | –   | –     | –      | –    | 0    |
| market Arhivat în 13 septembrie 2008, la Wayback Machine.  | 20.08.2008 | 26    | 27    | 14    | 20    | 5   | 3   | 4     | –   | –     | –      | –    | 1    |
| Gallup Arhivat în 12 septembrie 2008, la Wayback Machine.  | 20.08.2008 | 25    | 26    | 15    | 18    | 6   | 4   | 4     | –   | –     | –      | –    | 2    |
| market Arhivat în 12 septembrie 2008, la Wayback Machine.  | 03.09.2008 | 28    | 25    | 12    | 20    | 5   | 3   | 3     | 1   | 1     | –      | –    | 2    |
| Humaninstitut                                              | 04.09.2008 | 32    | 19    | 12    | 19    | 10  | 4   | 4     | –   | –     | –      | –    | –    |
| Gallup                                                     | 05.09.2008 | 28    | 27    | 12    | 17    | 6   | 4   | 3     | –   | –     | –      | –    | 1    |
| OGM Arhivat în 19 septembrie 2008, la Wayback Machine.     | 06.09.2008 | 29    | 27    | 12    | 17    | 7   | 4   | 2     | –   | –     | –      | –    | 1    |
| GMK[nefuncțională]                                         | 08.09.2008 | 30    | 27    | 11    | 18    | 6   | 3   | 4     | –   | –     | –      | –    | 1    |
| Spectra                                                    | 13.09.2008 | 28-31 | 26-29 | 11-13 | 15-17 | 7-9 | 2-4 | 1-3   | –   | –     | –      | –    | –    |
| Integral[nefuncțională]                                    | 17.09.2008 | 28    | 28    | 12    | 18    | 7   | 4   | 2     | –   | –     | –      | –    | 2    |